# Друго француско царство
Друго француско царство (фр. Le second empire français), званично Француско царство (Empire Français), је држава која је постојала између Друге и Треће француске републике, а њен једини владар био је Наполеон III Бонапарта, нећак Наполеона Бонапарте. 

## Друга република и успон Луја Наполеона
После револуције из 1848. године проглашена је Друга француска република. Привремену владу су чиниле грађанска левица и социјалисти. Ове две групе су се спориле, јер су социјалисти тежили даљем спровођењу социјалних реформи у корист радништва.
Увођењем републике установљено је: опште право гласа, слобода штампе, слобода збора, слобода удруживања и гласање по листама (већинско гласање по департманима). Требало је изабрати Уставотворну скупштину, која би припремила нови Устав.
Установљене су биле народне радионице у којима је држава запошљавала незапослене. То је била замисао социјалиста. Међутим, неслога је потресала привремену владу и слабила њен ауторитет. Грађанска левица је инсистирала на Уставотворној скупштини, а социјалисти су тежили увођењу диктатуре ослањајући се на подршку коју су имали у Паризу.
Ипак, спроведени су избори и победила је грађанска левица која је укинула народне радионице. То је довело до побуне радника у која је трајала четири дана и позната је под називом „јунски дани“. После обе побуне и војне интервенције државе дошло је до дефинитивног разлаза између грађанске левице и радништва.
Нови устав је проглашен 1848. године. По том уставу испоштована су начела поделе власти и народног суверенитета. Законодавна власт припала је скупштини. Скупштина је била једнодомна и њени посланици бирани су непосредно. Извршна власт припала је председнику републике. Међутим, Устав није прецизирао однос и прерогативе скупштине и председника.
За председника републике изабран је синовац Наполеона Бонапарте Луј Наполеон. Њега су издигли доњи слојеви француског друштва који су још увек били верни бонапартизму.

## Сукоб Луја Наполеона и скупштине, пуч и успостава царства
Уставотворну скупштину чинили су углавном републиканци, али је њена наследница била монархистичка. Монархистичка већина је била хетерогена, постојале су следеће групе: бонапартисти, орлеанисти, клерикали и пробурбонски легитимисти. То није сметало да се они уједине у конзервативну странку и оформе конзервативну владу.
Ова влада је почела да наступа прокатолички и да ограничава бирачка права радника.
Закон Фалу је омогућио увођење приватних школа које су биле католичке, а изборним законом су из бирачког права били изузети радници, који су мењали место боравка (чиме је 35% радништва изгубило бирачко право).
Законом о штампи укинути су јефтини листови. Ситуација се одвијала у корист бонапартизма и у оквиру конзервативног блока. Док су се спориле легитимистичка и орлеанска струја, Луј Наполеон је решио да крене у одлучујући подухват.
Сужавање бирачког права искористио је да наступи као мецена народа. Скупштина је изгубила подршку народа после доношења изборног закона који је 35% радника оставио без политичких права. Сељаштво је још увек имало јако сећање на Наполеоново славно доба, а радништво је пришло председнику јер је био за измену изборног закона у корист радника.
Обезбедивши подршку у народу Луј Наполеон је инсистирао на општем праву гласа и измени Устава и тако је ушао у сукоб са скупштином која није хтела да чује за тако нешто.
Уследио је и одлучујући дан — 2. децембар 1852. године. Тада је Луј Наполеон одлучио да изведе пуч. Распустио је скупштину и повратио опште право гласа чиме је учврстио подршку радништва и сељаштва. Одмах је расписао референдум на којем му је народ одобрио измену Устава, а своју власт учврстио је тако што је, крајем 1852, постао цар Наполеон III Бонапарта. Тако је настало Друго француско царство.

## Спољна политика Наполеона III
Нови цар Француске није наступао мирољубиво што је било разумљиво с обзиром да је неговао велике амбиције. Тежио је измени поретка који је успостављен након слома Француског царства и Бечког конгреса и залагао се да народносни принцип самоопредељења замени легитимистички. Успео је да умањи значај конзервативних супарница Русије и Аустрије. Наступао је као главни европски фактор у Кримском рату. Париски конгрес 1856. протекао је у знаку Француске која се одважила да подржи амбиције Пијемонта. Наполеон III је наступио као покровитељ Пијемонта у његовом подухвату да уједини Италију и да се сукоби са Аустријом.
Међутим, није схватио да је покренуо лавину коју није могао да контролише. Уједињење Италије било је немогуће зауставити након слома аустријске војске у Ломбардији. Једина корист коју је извукао од Пијемонта било је уступање Нице и Савоје Француској.
Међутим, на обзорју Европског континента сазревала је нарастајућа војна моћ Пруске, која је постала главни чинилац немачког уједињења. У том подухвату доћи ће и до судбоносног рата 1870. године.

## Привреда Другог царства
Режим Наполеона III био је период успона француске привреде. Шест компанија развија француску железничку мрежу. Пољопривреда је добила шири извозни карактер, али није била технолошки усавршена. Развој железнице отворио је врата индустријализацији земље. Ипак, Француску је мучила несташица угља и њена индустрија се заснивала на малој радионичкој привреди. Међутим, развија се металургија и поред очигледних слабости.
Године 1860. Француско царство је прихватило слободну трговину са Великом Британијом што је довело француску индустрију у тешку ситуацију. Извоз пољопривредних производа преко Ламанша компензован је увозом индустријских што је изазвало негодовања француских индустријалаца.
Ипак, период од 1852. до 1870. године је време индустријализације и успона француске привреде која неће бити пољуљана каснијом ратном одштетом Пруској и губитком рудних покрајина.

## Унутрашња политика Наполеона III
Позивајући се на народ, цар је заправо увео на мала врата диктатуру. Поред цара постојало је законодавно тело, које је бирано општим правом гласа и сенат. Међутим, законодавно тело то није било јер није имало право на законодавну иницијативу. Штампа је била под полицијском контролом, а атентат Орсинија 1858. послужио је да се донесе закон о јавној безбедности којим су сва сумњива лица могла бити заточена и протерана из земље.
Пошто се позивао на народ, цар је сваку критику сматрао кршењем воље народа.
Са црквом се отишло удесно, католичка црква је контролисала просвету. О сељаштву се водило рачуна и у ту сврху је био и уговор о слободној трговини са Великом Британијом. Радништво је помогнуто враћањем изборног права, помагањем радничких удружења и давањем радничких станова. Однос са буржоазијом је утемељен подстицањем развоја железнице, развоја берзанских послова и градова. Градио се материјалистички дух.
Опозиција је била широка; поред републиканаца опозицији су припадали легитимисти и орлеанци, као и буржоаска интелигенција.

## Промене у унутрашњој политици после 1860. године
После 1860. године уследила је либерализација; законодавно тело добија право на интерпелацију, штампа је ослобођена полицијске стеге, уведена је слобода збора, а влада је стављена под критику јавног мњења. Године 1869. министри постају одговорни парламенту, а од 1870. влада је могла да се формира од парламентарне већине.
Либерализација је уследила након раскида цара са католичком црквом и након незадовољства индустријалаца због уговора са Великом Британијом о слободној трговини. Ипак, све ово није изменило слику о Другом царству као личном режиму Луја Наполеона.
Опозиција је постајала све снажнија. Радништво се окреће марксизму. Републиканци иступају са оштрим критикама. Они сматрају да извршна власт, тј. цар, треба да буде подређен скупштини као законодавној власти, нападају цркву и војску. Орлеанисти се залажу за парламентарну монархију и пристали су на опште право гласа и предност скупштине у односу на монарха.
И поред либерализације цар није имао лак задатак да избалансира друштвене стратуме у своју корист; нагодбом са орлеанистима губио је цркву, интелигенција му никад није била ослонац, а радништво је клизило у марксистички социјализам. Суштински ослонци режима били су војска и чиновништво.

## Слом
Унутар земље режим није имао ранији ослонац, цар је губио подршку и то је отежавало опстанак монархије. Међутим, унутрашње прилике нису биле критичне по опстанак Другог царства. Опасност је дошла споља.
Неутрализација Русије на Криму и Аустрије у Ломбардији је омогућила да се реализује немачко уједињење. Пруска је 1866. године дефинитивно сломила Аустрију и створила Севернонемачки савез под својом хегемонијом. Војна моћ Пруске била је нарастајућа, али Царство је било убеђено да Пруска нема шта да тражи у сукобу са Француском. Реалан однос снага јесте био у корист Француске, али је пруска дисциплина била нешто што Французи нису имали.
Године 1870. дошло је до брзог рата који је окончан тоталним крахом Француске. Смртоносни ударац Другом царству задат је септембра 1870. Тада је цар, заједно са војском под опсадом, био заробљен у Седану.
У Паризу нису часа часиле све опозиционе снаге — 4. септембра 1870. проглашена је Трећа Француска република. Овим актом дефинитивно је окончан последњи период у историји када је Француска била монархија. Република више није никада доведена у питање у Француској.

## Епилог
После војног слома Француска република стиче углед под вођством Адолфа Тјера. Његова влада је добила подршку републиканаца и буржоазије, а затим је угушила побуну социјалиста тзв. Париску комуну. На крају је морала да испуни и тешке услове које је наметнула победничка Пруска; плаћање ратне одштете од 5 милијарди златних франака и уступање Алзаса и Лорене. Из унутрашње кризе земља је изашла изгласавањем Устава 1875. године којим је утемељена Трећа Француска република.
Бонапартизам је задобио смртни ударац после тешког војног пораза у рату са Пруском. Као политичка опција, он се одржао још неко време, али није имао објективну снагу. Француска је, под вођством Адолфа Тјера, успела да се опорави и да одржи статус велике силе. Нарастајућа моћ Немачког царства отворила је врата нечему што је до тада било незамисливо — пакту Француске и Велике Британије.